# May House
La May House est un gratte-ciel de 205 mètres construit en 2004 à Hong Kong en Chine. C'est le quartier général de la police de Hong Kong.